# Hooghly-Chinsurah
Hooghly-Chinsurah (o Hugli-Chuchura) è una suddivisione dell'India, classificata come municipality, di 170.201 abitanti, capoluogo del distretto di Hooghly, nello stato federato del Bengala Occidentale. In base al numero di abitanti la città rientra nella classe I (da 100.000 persone in su).

## Geografia fisica
La città è situata a 22° 53' 44 N e 88° 24' 9 E e ha un'altitudine di 1 m s.l.m..

## Società

### Evoluzione demografica

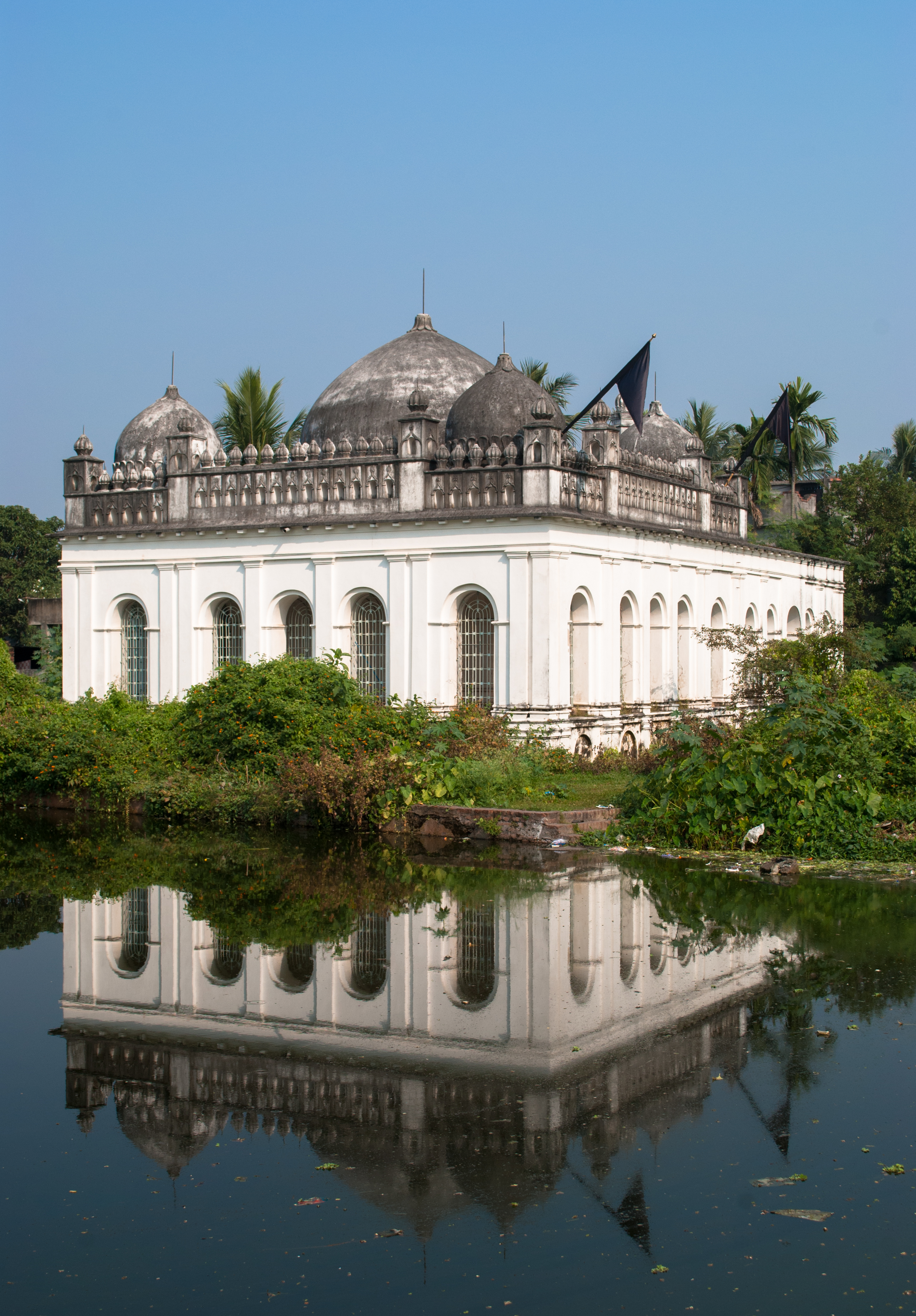
Mosque of Chinsura

Al censimento del 2001 la popolazione di Hooghly-Chinsurah assommava a 170.201 persone, delle quali 86.728 maschi e 83.473 femmine. I bambini di età inferiore o uguale ai sei anni assommavano a 13.751, dei quali 7.064 maschi e 6.687 femmine. Infine, coloro che erano in grado di saper almeno leggere e scrivere erano 137.408, dei quali 73.166 maschi e 64.242 femmine.